# Сілвер-Лейк (Флорида)
Сілвер-Лейк (англ. Silver Lake) — переписна місцевість (CDP) в США, в окрузі Лейк штату Флорида. Населення — 2101 особа (2020).

## Географія
Сілвер-Лейк розташований за координатами 28°51′3″ пн. ш. 81°48′1″ зх. д. / 28.85083° пн. ш. 81.80028° зх. д. (28.850901, -81.800265).  За даними Бюро перепису населення США в 2010 році переписна місцевість мала площу 7,64 км², з яких 5,86 км² — суходіл та 1,78 км² — водойми. В 2017 році площа становила 7,25 км², з яких 5,48 км² — суходіл та 1,77 км² — водойми.

## Демографія
Згідно з переписом 2010 року, у переписній місцевості мешкало 1879 осіб у 803 домогосподарствах у складі 556 родин. Густота населення становила 246 осіб/км².  Було 911 помешкання (119/км²).
Расовий склад населення:
| - 88,3 % — білих - 5,3 % — чорних або афроамериканців - 3,3 % — азіатів - 0,2 % — вихідців з тихоокеанських островів - 0,2 % — корінних американців - 1,4 % — осіб інших рас |

До двох чи більше рас належало 1,2 %. Частка іспаномовних становила 3,9 % від усіх жителів.
За віковим діапазоном населення розподілялося таким чином: 19,3 % — особи молодші 18 років, 59,7 % — особи у віці 18—64 років, 21,0 % — особи у віці 65 років та старші. Медіана віку мешканця становила 49,3 року. На 100 осіб жіночої статі у переписній місцевості припадало 95,1 чоловіків;  на 100 жінок у віці від 18 років та старших — 92,0 чоловіків також старших 18 років.
Середній дохід на одне домашнє господарство  становив 80 288 доларів США (медіана — 61 141), а середній дохід на одну сім'ю — 89 943 долари (медіана — 74 479). Медіана доходів становила 54 911 долар для чоловіків та 31 786 доларів для жінок. За межею бідності перебувало 17,9 % осіб, у тому числі 40,2 % дітей у віці до 18 років та 14,4 % осіб у віці 65 років та старших.
Цивільне працевлаштоване населення становило 795 осіб. Основні галузі зайнятості: освіта, охорона здоров'я та соціальна допомога — 33,8 %, мистецтво, розваги та відпочинок — 11,6 %, фінанси, страхування та нерухомість — 11,1 %, роздрібна торгівля — 10,9 %.